# Elecciones municipales de 2015 en Albacete
Las elecciones municipales de 2015 se celebraron en Albacete el domingo 24 de mayo, de acuerdo con el Real Decreto de convocatoria de elecciones locales en España dispuesto el 30 de marzo de 2015 y publicado en el Boletín Oficial del Estado el día 31 de marzo. Se eligieron los 27 concejales del pleno del Ayuntamiento de Albacete, a través de un sistema proporcional (método d'Hondt), con listas cerradas y un umbral electoral del 5 %.

## Candidaturas y resultados
La candidatura del Partido Popular encabezada por Javier Cuenca obtuvo una mayoría simple de 10 concejales, por 8 concejales de la candidatura del Partido Socialista Obrero Español encabezada por Modesto Belinchón, 5 de la lista de Ganemos Albacete encabezada por Victoria Delicado y 4 de la candidatura de Ciudadanos encabezada por Carmen Picazo.
| Partido                                    | Listas de candidaturas proclamadas | Cabeza de lista          | Votos  | %     | Concejales |
| ------------------------------------------ | ---------------------------------- | ------------------------ | ------ | ----- | ---------- |
| Partido Popular                            | Candidatura del PP                 | Javier Cuenca            | 29 351 | 33,48 | 10         |
| Partido Socialista Obrero Español          | Candidatura del PSOE               | Modesto Belinchón        | 23 944 | 27,31 | 8          |
| Ganemos Albacete                           | Candidatura de Ganemos Albacete    | Victoria Delicado        | 13 446 | 15,34 | 5          |
| Ciudadanos-Partido de la Ciudadanía        | Candidatura de Cs                  | Carmen Picazo            | 11 902 | 13,58 | 4          |
| Democracia Participativa                   | Candidatura de Participa           | Eduardo Siquier          | 2461   | 2,81  | 0          |
| Unión Progreso y Democracia                | Candidatura de UPyD                | Hernando Martínez        | 1532   | 1,75  | 0          |
| Unión de Ciudadanos Independientes         | Candidatura de UCIN                | María Ángeles Sáez       | 987    | 1,13  | 0          |
| Partido Comunista de los Pueblos de España | Candidatura del PCPE               | José Manuel González     | 717    | 0,82  | 0          |
| Iniciativa por Albacete                    | Candidatura de IxAb                | Juan Francisco Fernández | 704    | 0,8   | 0          |
| Vox                                        | Candidatura de Vox                 | José Lozoya              | 574    | 0,65  | 0          |
| Partido Humanista                          | Candidatura del PH                 | Gustavo Orlando Sánchez  | 400    | 0,46  | 0          |

## Investidura
PP y Cs alcanzaron un acuerdo para investir a Javier Cuenca como alcalde gracias a la abstención de la formación naranja.
En la votación de investidura celebrada el 13 de junio de 2015 Javier Cuenca resultó elegido alcalde de Albacete con una mayoría simple de los votos de los concejales (10 votos); Modesto Belinchón recibió 8 y Victoria Delicado 5.
| Candidato         | Votos |
| ----------------- | ----- |
| Javier Cuenca     | 10    |
| Modesto Belinchón | 8     |
| Victoria Delicado | 5     |